# Karsten Podlesch

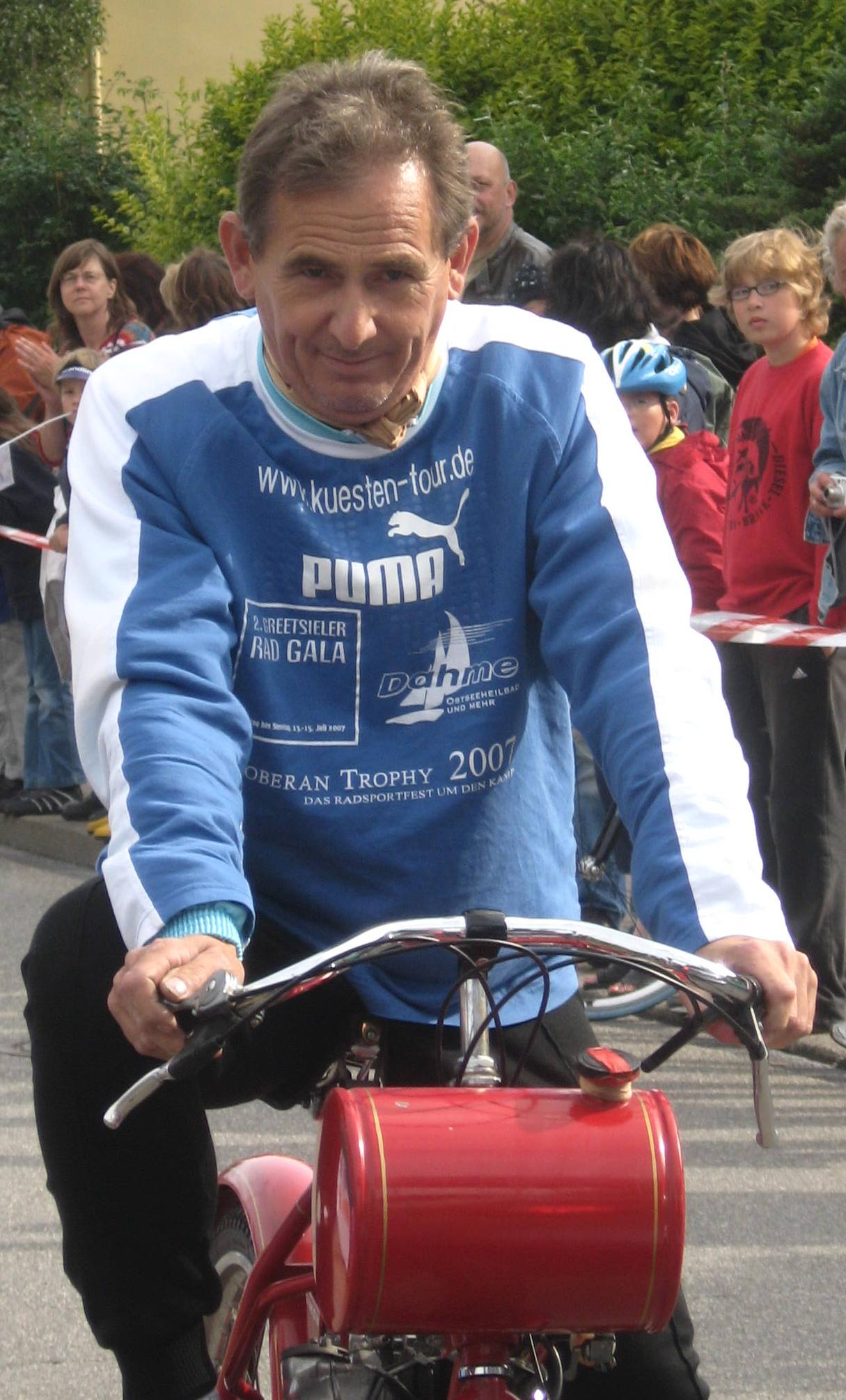
Karsten Podlesch bei der Küstentour 2007 in Dahme

Karsten Podlesch (* 11. Februar 1955 in Neumünster) ist ein deutscher Radsportler.
Karsten Podlesch war bis 1986 ein Radrennfahrer auf der Straße, der Bahn und im Cyclocross. Er entstammt einer Radsportfamilie. Er ist der Bruder von Rainer Podlesch und der Onkel von Carsten Podlesch. 1979 gewann er das Eintagesrennen Rund um Dortmund.
Seit 1989 ist Karsten Podlesch als Schrittmacher bei Steherrennen und Dernyrennen aktiv.

## Erfolge als Radrennfahrer
1973
- Deutsche Meisterschaft Querfeldein-Rennen der Junioren

1976
- Deutscher Amateur-Meister – Mannschaftszeitfahren (mit Michael Becker, Olaf Paltian und Volker Kassun)

1978
- Deutscher Meister im 100 km Mannschaftszeitfahren auf der Straße
- Deutsche Meisterschaft im Straßenrennen

1981
- Gesamtdritter Niedersachsen-Rundfahrt

1984
- Deutsche Meisterschaft Derny in Büttgen

Insgesamt belegte Podlesch acht Mal den zweiten Platz bei Deutschen Meisterschaften in der Mannschaftsverfolgung auf der Bahn und im 100-km-Mannschaftszeitfahren auf der Straße. Er war von 1978 bis 1984 Mitglied der Straßennationalmannschaft des BDR. Er konnte aufgrund des Boykotts nicht an den Olympischen Sommerspielen 1980 in Moskau teilnehmen.

## Erfolge als Schrittmacher
2000
- Europameister der Steher mit Carsten Podlesch in Chemnitz

2004
- Deutsche Meisterschaft der Steher mit Timo Scholz in Bielefeld

2005
- Deutsche Meisterschaft der Steher mit Timo Scholz in Leipzig

2006
- Deutsche Meisterschaft der Steher mit Timo Scholz in Leipzig
- Europameisterschaft der Steher mit Timo Scholz in Forst (Lausitz)

2010
- Deutsche Meisterschaft der Steher mit Timo Scholz in Erfurt

2012
- Deutsche Meisterschaft der Steher mit Marcel Barth in Nürnberg

2013
- Deutsche Meisterschaft der Steher mit Marcel Barth in Bielefeld
- UEC-Derny-Europameisterschaft mit Theo Reinhardt in Montichiari (Italien)